# 凯奇凯梅特区
凯奇凯梅特区（匈牙利語：Kecskeméti járás），是匈牙利巴奇-基什孔州的一个区，总面积1,212.21平方公里。據2011年人口普查結果顯示，當地总人口為155,481人，人口密度115.0人/平方公里。中心城市为凯奇凯梅特。

## 市镇
凯奇凯梅特区包含一个州级市、两个城镇和13个村庄。